# Gäringsjön
Gäringsjön är en sjö i Vingåkers kommun i Södermanland och ingår i Nyköpingsåns huvudavrinningsområde. Sjön har en area på 1,38 kvadratkilometer och ligger 47 meter över havet. Sjön avvattnas av vattendraget Bärle kanal.

## Delavrinningsområde
Gäringsjön ingår i det delavrinningsområde (654265-150626) som SMHI kallar för Utloppet av Gäringsjön. Medelhöjden är 60 meter över havet och ytan är 14,61 kvadratkilometer. Det finns inga avrinningsområden uppströms utan avrinningsområdet är högsta punkten. Bärle kanal som avvattnar avrinningsområdet har biflödesordning 3, vilket innebär att vattnet flödar genom totalt 3 vattendrag innan det når havet efter 97 kilometer. Avrinningsområdet består mestadels av skog (62 procent) och jordbruk (17 procent). Avrinningsområdet har 1,38 kvadratkilometer vattenytor vilket ger det en sjöprocent på 9,4 procent.